# Хунайн ибн Исхак
Абу́ Зейд Хуна́йн ибн Исха́к аль-Иба́ди (сир. ܚܢܝܢ ܒܪ ܐܝܣܚܩ, араб. أبو زيد حنين بن إسحاق العبادي‎; 809, аль-Хира — 873, Багдад) — врач и переводчик с греческого и сирийского языков, крупнейший деятель переводческого движения IX века, отец Исхака ибн Хунайна. В средневековой Европе был известен под латинизированным именем Johannitius.

## Биография
Происходил из несторианского арабского племени ибад.
Работал в Гундишапуре, а затем в Багдаде в качестве придворного врача халифа ал-Мутаваккиля, был клеветнически обвинён в богохульстве и заключён в тюрьму, где вскоре и умер, возможно, от яда.

## Научное наследие
Перевёл на арабский язык «Начала» Евклида, «Альмагест» Птолемея, «Сферику» Менелая, а также многие сочинения Платона, Аристотеля, Гиппократа, Галена и других греческих авторов.
Как учёный, интересовался по преимуществу физическими вопросами, что видно из списка его сочинений. Составил «Книгу природных вопросов», «Книгу десяти трактатов о глазе», «Книгу о цвете», «Книгу о радуге», «Книгу о причине, по которой вода в море стала солёной», «Метеорологику», «Книгу о приливах и отливах», «Книгу о действиях Солнца и Луны».